# Jindřich Václav Čapek
Jindřich Václav Čapek (4. března 1837 Praha-Malá Strana – 19. října 1895 Bubeneč) byl český sochař. Podílel se na výzdobě kostela Panny Marie Vítězné na Malé Straně, chrámu svaté Barbory v Kutné Hoře, kostelů v Čáslavi a Chrudimi aj.; rovněž se zapojil do restaurování Prašné brány, Karlova mostu a některých pražských paláců.

## Život
Narodil se v chudé rodině na pražském Újezdě. Ve třinácti letech vstoupil do učení, kde postupně vystřídal několik řemesel — pracoval u mosazníka, jako číšník, dělník ve smíchovské porcelánce a zahradník. Pohled do Summovy dílny v Řetězové ulici, v níž oknem pozoroval vznik soch a pomníků, ho nadchl tak, že se rozhodl také stát sochařem.
Jeho první praxe v oboru kamenosochařství byla v dílně J. E. Krondla na Poříčí, kde ovšem vykonával pomocné práce kameníka. Mnohem přínosnější bylo zaměstnání v ateliéru Františka Hergessela, které mu poskytlo dobrou praktickou průpravu. Večerně také studoval na průmyslové škole.
Roku 1860, tedy teprve ve třiadvaceti letech, vstoupil na pražskou akademii. V roce 1864 na sebe poprvé upozornil vytvořením obří busty Williama Shakespeara, která byla nesena v slavnostním průvodu Umělecké besedy na oslavách třístého výročí dramatikova narození. Roku 1869 získal Klarovo stipendium, na jehož základě strávil čtyři roky v Itálii studiem renesančního sochařství. Po návratu se podílel na sochařské výzdobě a kostelů i jiných budov a na restaurování.
Kromě vlastní sochařské tvorby pracoval jako štukatér. Zhotovoval sádrové odlitky významných soch, například pro Národní muzeum v Praze.
Zemřel na cévní mozkovou příhodu („ochrnutí mozku“). Pohřben byl v rodinné hrobce na Olšanských hřbitovech.

### Rodinný život
Byl ženat, s manželkou Aloisií, rozenou Klecandovou (* 1852) měl dva syny, z nichž jeden zemřel v dětském věku.

## Dílo
- Socha Panny Marie Vítězné pro stejnojmenný kostel. Jde o jednu z jeho nejzdařilejších prací, její vytvoření bylo jednou z podmínek Klarova stipendia[5].
- Kristus přítel dítek a Dusíkův medailon pro kostel v Čáslavi[8]
- Tympanon nad portálem, sochy Spasitele a čtyř evangelistů pro kostel v Chrudimi[8]
- Sochy čtyř evangelistů pro kostel sv. Ludmily na Vinohradech[9]
- Socha Filippa Brunelleschiho pro Rudolfinum[8]
- Socha sv. Václava a sv. Barbory pro chrám svaté Barbory v Kutné Hoře[8]
- Výzdoba Občanské záložny a radnice v Karlíně (zbouráno při stavbě metra trasy C)[8]
- Sochy nad portálem Thunova paláce na Malé Straně[4]
- Restaurování pražských památek, jako např. Prašná brána, Karlův most a některé paláce[8]

U všech zakázek si dával záležet na pečlivém provedení a citlivém zasazení do prostoru.